# Valor mobiliari
Un valor mobiliari o simplement valor (en anglès: security) és qualsevol actiu financer que ha estat titulitzat, és a dir, materialitzat com a instrument financer, i que per tant pot ser negociat -comprat o venut- en un mercat de valors. Si el valor és representat físicament per un document de paper s'anomena títol-valor, per bé que majoritàriament els valors són representats mitjançant anotacions en compte, anomenant-se dret-valor. La companyia o qualsevulla entitat que emet el valor mobiliari s'anomena emissora. Els valors financers es categoritzen principalment en tres tipus:
- de propietat: accions, participacions preferents, quotes participatives.
- de deute / crèdit: obligacions-bons, cèdules hipotecàries, lletres de canvi, pagarés, deute públic, etc.
- de drets: forwards, futurs, opcions, swaps, covered warrants, etc.

## Classificació
D'acord amb les seves característiques, es poden classificar de diverses maneres:
- Segons l'Entitat Emissora:
  - Públics: L'Entitat emissora és pública (Estat, Comunitats Autònomes, Ajuntaments, Empreses públiques...)
  - Privats: L'Entitat emissora és privada (Telefònica, Fecsa…)
- Segons la negociació
  - Cotitzen a Borsa
  - No cotitzen a Borsa[1]
- Segons la designació del titular
  - Nominatius: Emesos a favor d'una persona
  - Al portador: No emesos a favor d'una persona determinada[1]
- Segons el rendiment
  - Renda fixa: El rendiment del valor mobiliari es coneix a priori, perquè està establert (percentatge fix o variable)
  - Renda variable: La retribució depèn dels beneficis de la Societat emissora o possibles oscil·lacions en el preu de cotització.[1]
- Segons la divisió que fa a la Borsa a efectes de contractació:
  - Fons Públics
  - Obligacions
  - Accions
  - Actius[1]